# Jurinella obesa
Jurinella obesa là một loài ruồi trong họ Tachinidae.